# Emilio De Bono

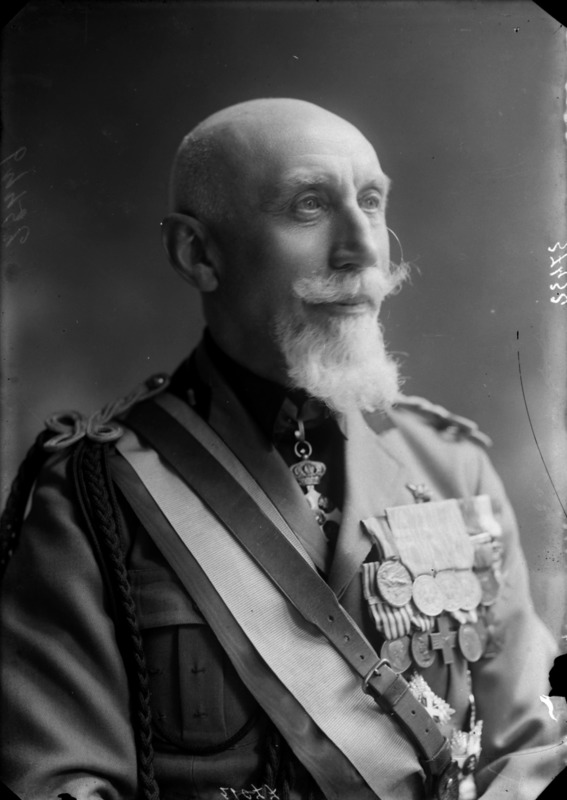
Emilio De Bono in Uniform (vor 1932)

Emilio Giuseppe Gaspare Giovanni De Bono (* 19. März 1866 in Cassano d’Adda, Provinz Mailand; † 11. Januar 1944 in Verona) war ein italienischer Heeresoffizier (zuletzt Marschall), faschistischer Schwarzhemden-Führer und Politiker.
Als Mitglied des Quadrumvirats gehörte er zu den Anführern der Faschisten beim Marsch auf Rom. Zwischen 1922 und 1924 war er Polizeichef und Oberbefehlshaber der Schwarzhemden-Miliz Milizia Volontaria per la Sicurezza Nazionale (MVSN), und als solcher maßgeblich für die Einschüchterung der politischen Opposition verantwortlich. Anschließend spielte er von 1925 bis 1935 eine führende Rolle in der faschistischen Kolonialpolitik. Als Gouverneur Tripolitaniens und Kolonialminister verantwortete De Bono schwere italienische Kriegsverbrechen in Afrika, darunter die Giftgaseinsätze und den Genozid in Libyen. Auch ließ er die entscheidenden Pläne zum Überfall auf Abessinien ausarbeiten und wurde 1935 der erste Oberbefehlshaber der italienischen Invasionstruppen. 
Nachdem er 1943 im Großen Faschistischen Rat für die Absetzung Mussolinis gestimmt hatte, wurde er 1944 in der neugegründeten faschistischen Sozialrepublik beim Prozess von Verona als „Verräter“ angeklagt und anschließend hingerichtet.

## Leben

### Herkunft und Werdegang (1866–1914)
De Bono wurde am 19. März 1866 in Cassano d’Adda, in der Provinz Mailand, als Sohn von Giovanni De Bono, einem Offizier des italienischen Heeres zuletzt im Rang eines Obersts, und Emilia Bazzi, Tochter eines Apothekers, geboren. Er wuchs mit seinen Eltern und seiner jüngeren Schwester Maria in Brescia auf. Seine Kindheit war vom militärischen Ambiente seines Vaters und von der Religiosität seiner Mutter geprägt. Auf Luxus musste die Familie mit dem bescheidenen Offizierseinkommen verzichten. Sparsamkeit war daher eine Tugend, mit der De Bono aufwuchs und die in seinem späteren Leben zum Teil geizige Auswüchse annahm.
Nach dem Besuch der Volksschule in Brescia wurde er 1878 mit 12 Jahren auf das Militärinternat nach Mailand geschickt. De Bono behauptete später, er wäre bereits als Soldat geboren worden. Die Uniform wurde ihm im weiteren Leben zur zweiten Haut und die militärische Disziplin sollte seinen Charakter wesentlich beeinflussen.
Nach vier Jahren machte er 1882 seinen Abschluss auf dem Militärinternat und wurde anschließend als Offiziersanwärter der Infanterie an der Militärschule in Modena aufgenommen. In Modena fiel er unter anderem durch seinen ausgezeichneten Gesundheitszustand auf, obwohl er mit seiner kleinen, mageren Statur, De Bono war knapp über einen Meter sechzig groß, alles andere als kräftig wirkte, weshalb er von einigen höherrangigen Offiziere verspottet wurde.
Als er die Militärschule in Modena abschloss, war er noch keine 18 Jahre alt, weshalb er beim Verlassen der Schule nicht automatisch zum Offizier befördert wurde. Er verrichtete zunächst seinen Dienst als Unteroffizier beim 6. Infanterieregiment, bevor er schließlich knapp einen Monat nach seinem 18. Geburtstag am 20. April 1884 als Unterleutnant beim 12. Bersaglieriregiment in Verona vereidigt wurde.
1886 wurde er zum Leutnant befördert. Von den italienischen Expansionsbestrebungen in Eritrea nahm De Bono begeistert Notiz. Seine Gesuche nach Afrika geschickt zu werden, fanden jedoch zunächst kein Gehör, auch nicht nach der italienischen Niederlage in der Schlacht bei Dogali im Januar 1887. Erst im November 1887 wurde seinem Gesuch nachgegeben und er zum III. Afrika-Bersaglieri-Bataillon nach Massaua beordert. Als er in Afrika anlangte, war der Krieg praktisch beendet. Sechs Monate später kehrte er zwar ohne Kriegserfahrung nach Italien zurück, war aber fortan vom Afrikafieber befallen.
Von 1893 bis 1896 besuchte er die Kriegsschule in Turin, nach deren erfolgreichen Abschluss er als Stabsoffizier dem Generalstabsdienst zugewiesen wurde. 1897 heiratete er Erminia Monti-Maironi. Die Ehe blieb kinderlos. Von vielen Augenzeugen wurde die Ehe als kalt beschrieben, seine Frau übte aber dennoch großen Einfluss auf ihn aus. Trotz seiner zahlreichen Affären blieb sie an seiner Seite. Zu schaffen machten ihr jedoch die Verstrickungen ihres Mannes in den Mordfall Matteotti. Erminia hielt ihrem Mann vor, dass er Mussolini in der Angelegenheit gedeckt und als Sündenbock fungiert habe. Sie wurde alkoholabhängig und starb an den Folgen einer Leberzirrhose im November 1941.
In den nächsten Jahren diente er bei verschiedenen Divisionen und Armeekorps als Stabsoffizier. 1907, mittlerweile 41 Jahre alt wurde er zum Major befördert. 1912 nahm De Bono als Generalstabsoffizier im Rang eines Oberstleutnants und mit logistischen Aufgaben betraut am Italienisch-Türkischen Krieg in Libyen teil. Nach nur vier Wochen musste er mit neuen Aufgaben betraut nach Italien. Beim Intendanzdienst für das Expeditionskorps in Neapel lernte er Alberto Pollio, Stellvertreter von Carlo Caneva dem Oberbefehlshaber des Expeditionskorps, der ihn zu seiner Freude Ende September 1912 nach Tripolitanien zurückschickte. Wenige Wochen später war der Krieg beendet. In der kurzen Zeit konnte er dennoch seine ersten langersehnten Kriegserfahrungen sammeln, auch wenn ihm eine Tapferkeitsmedaille zu seinem Leidwesen versagt blieb. Neidisch blickte er auf andere Offiziere, die sich dagegen damit auszeichnen konnten. Im Juli 1913 endete sein Aufenthalt in Libyen endgültig und De Bono nahm wieder seinen alltäglichen Dienst in verschiedenen Garnisonen in Italien auf.

### Erster Weltkrieg

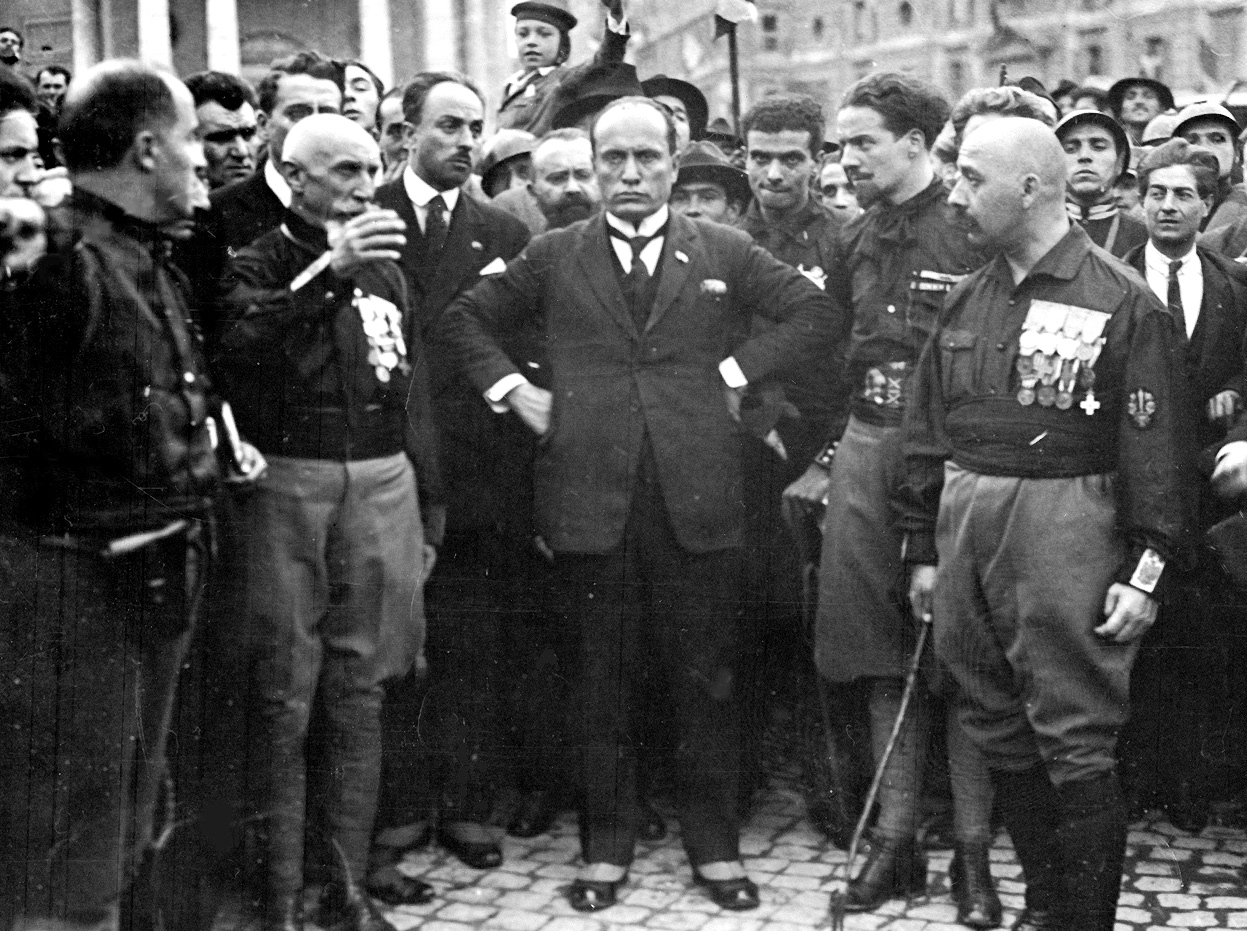
Emilio De Bono links neben Mussolini während des Marsches auf Rom (1922)

Als sich Italien nach Ausbruch des Ersten Weltkrieges im Sommer 1914 für neutral erklärte, äußerte De Bono sich erst einmal zufrieden darüber, dass er nicht auf Seiten Österreich-Ungarns in den Krieg ziehen müsse, auch wenn die Neutralität nicht der Natur eines Soldaten entspräche.
Im Frühjahr 1915 wurde er als Generalstabsoffizier dem II. Armeekorps unterstellt, mit dem er nach dem italienischen Kriegseintritt in den Ersten Weltkrieg im Mai 1915 an der Isonzofront stand. Auf eigenen Wunsch wurde De Bono ein Frontkommando anvertraut. Während der 3. Isonzoschlacht zwischen Oktober und November 1915 verlor sein von ihm befehligtes Bersaglieriregiment 1 bis, ab Januar 1916 15. Bersaglieriregiment, bei den Kämpfen auf dem Karst zwischen Redipuglia und Görz zwei Drittel seines Standes. Für die Tapferkeitsmedaille in Gold vorgeschlagen wurde der Kommandeur der italienischen 3. Armee der Herzog von Aosta Emanuele Filiberto auf ihn aufmerksam. 1916 erhielt er seine ersehnte Tapferkeitsmedaille in Silber. Auf Betreiben des Herzogs von Aosta wurde ihm das Kommando der Infanteriebrigade „Trapani“ anvertraut. Beklagend stellte er in seinen privaten Aufzeichnungen darüber fest, dass ihm nun anstelle einer Bersagliereinheit eine einfache Infanterietruppe unterstellt sei, die sich zudem noch ausschließlich aus Sizilianern zusammensetze. Er sollte seine latenten Vorurteile über die Brigade bald ablegen. Seine von ihm ebenfalls ersehnte Beförderung zum Generalmajor ließ dagegen noch auf sich warten. Anfang Juni 1916 wurde er während der österreichisch-ungarischen Südtiroloffensive mit seiner Brigade auf die Hochebene der Sieben Gemeinden südlich von Asiago verlegt. Im Juli ging seine Brigade in Vorbereitung auf die 6. Isonzoschlacht wieder an den Isonzo zurück. Noch bevor die italienische Offensive am 6. August 1916 losbrach, wurde De Bono am 29. Juli 1916 zum Generalmajor befördert. Anschließend nahm er an der Spitze der Infanteriebrigade Trapani an der Eroberung von Görz durch italienische Truppen teil. Die bis dahin denkwürdigsten Tage seines Lebens, wie er in seinen Aufzeichnungen festhalten sollte. Unter seinem Kommando gelang der Brigade zusammen mit der Infanteriebrigade „Lupi di Toscana“ die Eroberung des Monte Sabotino, was wesentlich zum Zusammenbruch der österreichisch-ungarischen Front bei Görz beitrug.
Im Herbst des gleichen Jahres war sein Ruhm bereits in Vergessenheit geraten, nachdem seine Brigade vergeblich gegen den Veliki Vrh auf dem Karst zwischen Görz und Triest angestürmt war. Von seinem Vorgesetzten Brigadegeneral Giuseppe Venturi setzte es Vorwürfe, das II. Armeekorps unter General Luigi Capello bestrafte De Bono sogar mit zehn Tagen Arrest. Anfang Dezember 1916 musste er das Kommando über die Trapani abgeben. Als „Ersatz“ wurde ihm die in Albanien stehende Infanteriebrigade „Savona“ anvertraut. Sein Einsatz in Albanien beschränkte sich auf kleine militärisch unbedeutende Operationen. Er fand ausreichend Zeit Zeitungen zu lesen. Zwar verfolgte er das politische Geschehen, aber nach wie vor besaß er keine politische Meinung und verachtete im Grunde die Politik. In seiner ausreichenden Freizeit auf dem Balkan schrieb er sogar zwei theatralische Werke zur moralischen Stärkung seiner Truppe: einen venezianischen Dialog (Minuetto) und eine Revue (Albaneide). Wenige Tage bevor De Bono im März 1918 von Valona aus nach Italien zurückkehrte, wurde ihm das Kommando über die 38. Infanteriedivision anvertraut, dem wenige Wochen später das Kommando über das im Frontbereich des Monte Grappa stehende IX. Armeekorps folgte.
Mit dem IX. Korps nahm er Mitte Juni 1918 an der 2. Piaveschlacht teil. Die Abwehrkämpfe seines von ihm befehligten Korps am Monte Grappe trugen dabei wesentlich zum Scheitern der letzten österreichisch-ungarischen Offensive in Italien bei. In Anerkennung seiner Verdienste wurde er am 25. Juni 1918 zum Generalleutnant befördert und mit Komturkreuz des Militärordens von Savoyen ausgezeichnet. Das IX. Armeekorps führte er auch noch während der  italienischen Schlussoffensive im Oktober 1918, der Schlacht von Vittorio Veneto, die zum Zusammenbruch der österreichisch-ungarischen Front und zur Unterzeichnung des Waffenstillstands von Villa Giusti am 3. November 1918 führte.

### Erste Jahre im Faschismus (1919–1925)

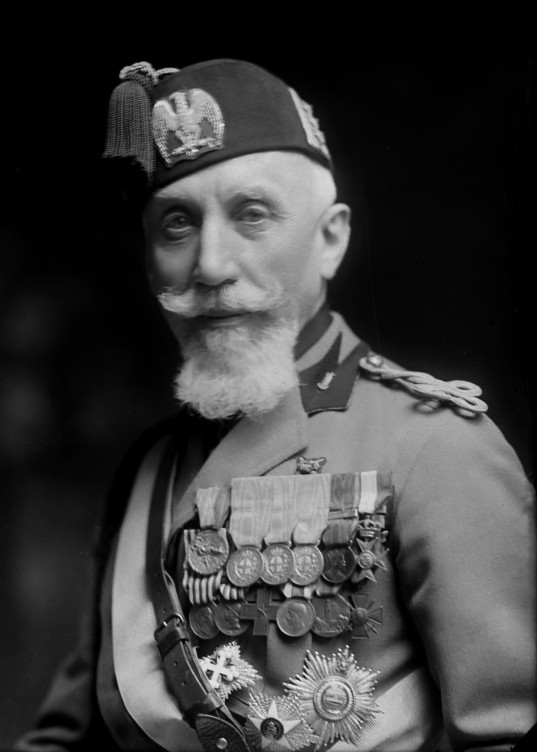
Emilio De Bono in faschistischer Militäruniform (vor 1932)

Am Ende des Krieges wurde er erneut ausgezeichnet und erhielt 1919 das Kommando über das XXII. Armeekorps mit Zuständigkeit für ganz Karnien bis Tarvisio. In dieser Position erklärte er gegenüber den aus italienischer Sicht enttäuschenden Ergebnissen der Pariser Friedenskonferenz: „Wir waren mobilisiert; wir fühlten daher unsere ganze kriegerische Verantwortung und Würde. Diejenigen, die dort an der umkämpften Grenze standen, waren natürlich von Galle erfüllt, als sie sahen und spürten, dass all unsere blutigen Opfer zunichte gemacht worden waren.“
Welche politischen Einstellungen De Bono vor dem Aufkommen des Faschismus vertreten hat, und wie sich sein persönliches Verhältnis zu Mussolini gestaltete, lässt sich aufgrund der unsicheren und widersprüchlichen Quellenlage nicht eindeutig klären. Sicher ist nur, dass De Bono zwischen Februar und Juni 1922 einige stark konservative Artikel für die Zeitung Il Mondo verfasste, in der er eine personelle und finanzielle Aufstockung der Armee forderte. Mussolinis Zeitung Il Popolo d’Italia entwickelte sich jedenfalls zu einem Sprachrohr der aufgrund der Demobilisierung orientierungslosen und aufgrund des „verstümmelten Sieges“ verbitterten Militärveteranen. Im Juli 1922 trat De Bono dem Fascio Cassano d'Adda, der lokalen Gruppierung von Mussolinis faschistischer Partei bei. Dabei repräsentierte De Bono unter den Faschisten das militärische Establishment und verfügte als Freund des Herzogs von Aosta über gute Verbindungen zum italienischen Königshaus.
Im August 1922 war De Bono zusammen mit Cesare Maria De Vecchi und Italo Balbo federführend bei der Bildung des Oberkommandos des Squadrismus, und im September erstellten sie ein neues Regelwerk für die squadristischen Milizen. Dieses beinhaltete eine strenge Disziplinarordnung, Vorschriften für Uniform, Grußformel und Aufmarschform, für die Aufstellung von Sondereinheiten sowie eine klarere Definition der hierarchischen Strukturen. Außerdem wurden die faschistischen Squadristen zu regelmäßigen Militärübungen, Aufmärschen und „Propagandaaktionen“ abkommandiert. Darüber hinaus hielt De Bono zwischen August und Oktober 1922 zahlreiche Inspektionen bei den faschistischen Milizeinheiten ab, und am 16. Oktober gehörte zu jenen faschistischen Führern, die bei einem Treffen in Mailand die Strategie für den geplanten Marsch auf Rom festlegten. Somit war De Bono einer der ranghöchsten Offiziere, die direkt an der Vorbereitung und Leitung des Marsches auf Rom beteiligt waren. Außerdem erwirkte er als Freimaurer einen hohen finanziellen Zuschuss der Loge des Palazzo Giustiniani für die faschistische Bewegung.
Nach der Ernennung Mussolinis zum italienischen Ministerpräsidenten und dem Regierungseintritt der Faschisten wurde De Bono am 11. November 1922 zum Polizeichef und Anfang 1923 zum ersten Oberbefehlshaber der neugegründeten einheitlichen Miliz der Schwarzhemden, der MVSN, ernannt. Als Chef der faschistischen Miliz versuchte De Bono, die Befehlsgewalt über die diversen lokalen Gruppierungen stärker zu zentralisieren und die MVSN-Mitglieder zu disziplinieren. Die „chaotischen“ Gewalttätigkeiten lokaler Milizenführer sollte in eine „geordnete“ Gewalt und dem ausschließlichen Kommando der faschistischen Parteiführung umgewandelt werden. Auf einer Sitzung des Großen Faschistischen Rates im Juli 1923 wurden die Schwarzhemden jedenfalls als eine „unverzichtbare Kraft“ der Faschisten definiert, gleichzeitig jedoch eine Rollenteilung zwischen der MVSN als „faschistischem Heer“ und der königlich-italienischen Armee festgelegt.
Als Polizei- und Milizchef trug De Bono maßgeblich zur Einschüchterung der politischen Opposition im Vorfeld der Wahlen von April 1924 bei. Seine persönliche Verwicklung in die anschließende Ermordung des führenden Sozialisten Giacomo Matteotti ist bis heute ungeklärt, jedoch sah sich De Bono aufgrund der folgenden schweren innenpolitischen Krise zum Rücktritt als Polizeichef und Oberbefehlshaber der MVSN gezwungen.

### Kolonialpolitiker (1925–1935)

#### Gouverneur Tripolitaniens
Am 3. Juli 1925 wurde der 59-jährige De Bono von Mussolini zum Gouverneur der nordafrikanischen Kolonie Tripolitanien ernannt. De Bonos Vorgänger, Giuseppe Volpi, hatte dort 1922 einen Eroberungskrieg begonnen, um die während des Ersten Weltkrieges an den tripolitanischen Widerstand verlorengegangenen Gebiete zurückzugewinnen. Bis 1924 wuchs das unter italienischer Kontrolle stehende Gebiet Tripolitaniens von einem schmalen Küstenstreifen auf 121.000 Quadratkilometer an, und 1925 erklärte Volpi den Krieg im nördlichen Landesteil für beendet. Unter De Bono begann nun eine neue, verschärfte Phase der faschistischen Kolonialpolitik. Einerseits setzte er auf eine Konsolidierung der Kolonialverwaltung im vergrößerten italienischen Herrschaftsgebiet. Die früheren Regelungen aus der Zeit des Ersten Weltkrieges wurden abgeschafft, die tripolitanische Bevölkerung musste dem faschistischen Regime nun Steuern sowie zahlreiche weitere spezielle Abgaben entrichten. Andererseits leitete De Bono ein im Vergleich zu Volpi deutlich aggressiveres Programm zur Besiedlung der Kolonie mit italienischen Einwanderern ein. Während unter Volpi etwas über 30.000 Hektar Land rund um Tripolis beschlagnahmt und an italienische Siedler vergeben wurde, enteignete De Bono ab 1926 fast 65.000 Hektar, während die einheimische Bevölkerung Tripolitaniens weiter verdrängt wurde.

Eroberungen Italiens in Libyen 1928 bis 1931

Im fortdauernden Krieg gegen die tripolitanische Widerstandsbewegung legte De Bono nun den Fokus auf eine Sicherung der Grenze nach Tunesien sowie auf die militärische Besetzung des südlichen Fessan. Auch hierbei profilierte sich De Bono als Scharfmacher der italienischen Unterdrückungspolitik. So war er der Hauptbefürworter von Giftgaseinsätzen, obwohl er sich damit klar gegen das Genfer Protokoll von 1925 hinwegsetzte, in welchem der Einsatz von chemischen Massenvernichtungswaffen verboten worden war. In sein Tagebuch notierte der Gouverneur, dass er den Widerstand leistenden Stamm der Mogarba mit einem „Gewitter aus Gasbomben“ belegen werde, da es besser sei „sie mit Gewalt auszulöschen“. Im Januar und Februar 1928 erfolgten bei Gifa wiederholte Luftangriffe mit Phosgen auf die Mogarba, wobei De Bono diesen Operationen eine „schreckliche Effizienz“ attestierte.
Zudem verantwortete De Bono haufenweise Todesurteile gegen die tripolitanischen Widerstandskämpfer: „Es ist notwendig alle Häuptlinge aufzuhängen“, notierte er 1928 in sein Tagebuch.
Zusammen mit dem Militärgouverneur Süd-Tripolitaniens, General Rodolfo Graziani, arbeitete De Bono in den Jahren 1926 und 1927 vor allem an einer Politik des divide et impera, um den Widerstand im Fessan zu brechen. Die Italiener knüpften Kontakte zu lokalen Stämmen, welche sich zum weiteren Vorstoß nach Süden instrumentalisieren ließen. Im Gegenzug erhielten die neuen Verbündeten der italienischen Kolonialmacht Waffenlieferungen. Ab Herbst 1927 bereitete sich die italienische Armee auf die Herstellung einer Landverbindung zwischen westlichen Kolonie Tripolitanien und der östlichen Kolonie Cyrenaika vor. Damit sollte ein Keil zwischen die fessanischen und cyrenäischen Widerstandsgruppen getrieben werden, um einen freien Rücken für Eroberung des südlichen Fessan zu haben. Die Offensive begann am 1. Januar 1928, als eine tripolitanische Kolonne 50 Kilometer westlich von Syrte losmarschierte, während die cyrenäische Kolonne aus Adschdabiya aufbrach. Beide Einheiten trafen sich an der Mittelmeerküste bei der Ortschaft Ras Lanuf. Anfang Februar wurden die fessanische Oase al-Dschufra sowie die beiden cyrenäischen Oasen Dschalu (Jalu) und Audschila von italienischen Truppen besetzt. Bis März 1928 waren der Küstenstreifen und die Oasen von den Italienern erobert. Der arabische Widerstand wurde in zwei Schlachten besiegt, im Januar bei Bu Ella in der Cyrenaika und im Februar nördlich der Oase Zalla bei Tagrift (Bir Tigrift) in Tripolitanien. Bis Herbst 1928 konnten die Italiener eine gewisse Kontrolle über die eroberten Gebiete erlangen, jedoch war ihre Herrschaft noch immer nicht gesichert.

#### Staatssekretär und Kolonialminister

Die italienischen Konzentrationslager in der Cyrenaika

Mitte Dezember 1928 übernahm Mussolini für neun Monate das Kolonialministerium und ernannte am 18. Dezember 1928 den nationalkonservativen Marschall Pietro Badoglio, seit 1925 Chef des Generalstabes, zum ersten gemeinsamen Gouverneur von Tripolitanien und der Cyrenaika. Emilio De Bono, der als alter Rivale Badoglios galt, wurde zunächst Mussolinis Unterstaatssekretär im Kolonialministerium, und ab dem 12. September 1929 selbst Kolonialminister, womit er faktisch zum direkten Vorgesetzten Badoglios aufstieg. Als Kolonialminister des faschistischen Italiens war General De Bono neben Pietro Badoglio und Rodolfo Graziani einer der drei hauptverantwortlichen Militärs für den Genozid in der Cyrenaika (1929–1934). Gemeinsam mit Marschall Badoglio war De Bono für die strategische Planung im Hintergrund zuständig, während General Graziani die Rolle des Vollstreckers des Genozids zukam. So war es De Bono, der auf eine weitere Eskalation der Gewalt setzte und am 10. Januar 1930 unter anderem als Erster die Errichtung von Konzentrationslagern anregte.

#### Erster Oberbefehlshaber im Abessinienkrieg
Anschließend ernannte ihn Mussolini zum Minister für die italienischen Kolonien. Als Oberbefehlshaber der italienischen Truppen im Abessinienkrieg wurde er wegen seiner Zögerlichkeiten kurz nach Kriegsbeginn abgesetzt. Pietro Badoglio brachte die Operationen danach zu einem erfolgreichen Abschluss.

### Erneutes Wirken in Italien (1935–1943)

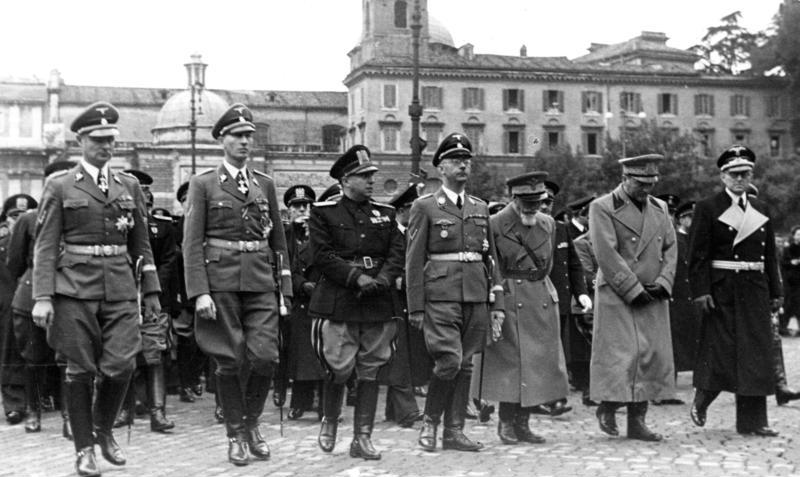
Beisetzung des italienischen Geheimdienstchefs Arturo Bocchini (1940). Von links nach rechts: SS-Obergruppenführer Karl Wolff, SS-Obergruppenführer Reinhard Heydrich, Adelchi Serena, Reichsführer SS Heinrich Himmler, Marschall De Bono, Rodolfo Graziani und Botschafter Hans Georg von Mackensen.

Nach seiner Rückkehr in Italien hatte De Bono bis 1939 keinen bedeutenden Posten inne. In diesen Jahren vergrößerte sich auch die Distanz zwischen ihm und Mussolini. So stand er der Annäherung Italiens an das deutsche NS-Regime in der zweiten Hälfte der 1930er Jahre kritisch gegenüber und distanzierte sich auch vom radikalen Rassismus der nationalsozialistischen Ideologie. Zu den Rassengesetzen von 1938 nahm De Bono eine ambivalente Haltung ein: Einerseits erklärte er sich selbst für antisemitisch, andererseits befürwortete er eine Lockerung der Regelungen.
1939 war der Marschall für die Inspektion der westlichen Verteidigungsanlagen Italiens zuständig, und schickte an Mussolini einen sehr pessimistischen Bericht über die militärische und moralische Situation in Italien. Den Eintritt Italiens in den Zweiten Weltkrieg lehnte De Bono entschieden ab. Ein Kriegseintritt an der Seite NS-Deutschlands würde, so De Bono Anfang 1940 in seinem Tagebuch, den „Untergang“ Mussolinis bedeuten. Dennoch stand De Bono nach Kriegsausbruch weiterhin an der Seite des Regimes und übernahm im Juni 1940 das Oberkommando über die italienischen Südarmeen. An Kämpfen war er jedoch während des Zweiten Weltkrieges nicht mehr beteiligt.
Während der entscheidenden Sitzung des Großen Faschistischen Rates am 25. Juli 1943 war De Bono der erste, der nach Mussolinis Vortrag sprechen durfte. Er ging bei seinen Ausführungen insbesondere auf die Lage der italienischen Streitkräfte ein, verteidigte die Arbeit des Oberkommandos und forderte nicht direkt eine Entlassung Mussolinis. Nachdem er ein zweites Mal zu Wort gekommen war, stimmte er schließlich für den Antrag Grandis, Mussolinis als Diktator abzusetzen.

### Verhaftung, Prozess und Tod (1943–1944)
Auch nach der Gründung der Italienischen Sozialrepublik (RSI), die auch als „Republik von Salò“ bekannt ist, verfügte De Bono über ein hohes Maß an Autonomie und konnte sogar das Kriegsministerium der RSI besuchen. Am 4. Oktober 1943 wurde er jedoch verhaftet und in Cassano d’Adda inhaftiert. Im Januar 1944 erfolgte seine Verlegung nach Verona. Während des dortigen Schauprozesses widersprach er entschieden der Anschuldigung, ein „Verräter“ zu sein. Seine Verteidigung basierte einerseits auf dem Argument, er sei niemals politisch involviert gewesen, andererseits verwies De Bono auf seine Verdienste um den Faschismus, und er schwor Mussolini wiederholt seine Treue. Der Prozess endete für ihn mit der Todesstrafe. Die Hinrichtung erfolgte am 11. Januar 1944, wobei De Bono als seine letzten Worte vor der Erschießung Viva l’Italia („Es lebe Italien“) wählte.

## Werke (Auswahl)
- Nell'esercito nostro prima della guerra. Mailand 1931.
- La guerra come e dove l'vista e combattuta io. Mailand 1935.
- Dal Mareb a Makallè. Rom 1936.
- La preparazione e le prime operazioni. Rom 1937.
- Origini della milizia e suoi primi ordinamenti, in Le forze armate dell'Italia fascista, a cura di T. Siliani. Rom 1939.